# Zofia Pociłowska

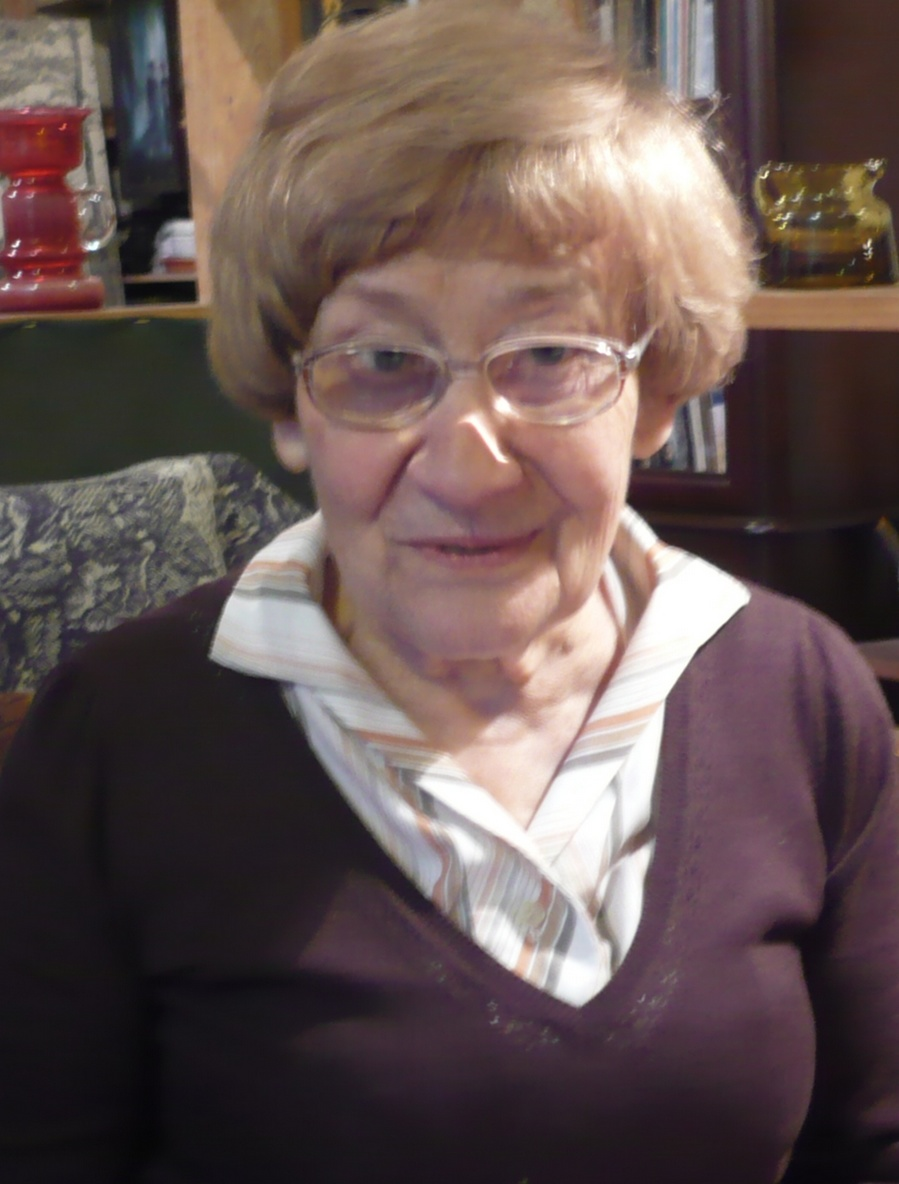
Zofia Pociłowska 2010

Zofia Pociłowska (auch Zofia Pociłowska-Kann; * 3. März 1920 in Charkow; † 8. Mai 2019) war eine polnische Bildhauerin.

## Leben
Ihre Familie gehörte zu der in den westlichen Gouvernements des russischen Zarenreiches weitverbreiteten polnischen Minderheit. Der Vater war Schmied. Nach den Revolutionswirren und dem russisch-polnischen Krieg gelang es der Familie, 1920 nach Polen zu übersiedeln. Um 1930 lebte die Familie in Warschau, Zofia besuchte ein privates Mädchengymnasium. Ein gerade aufgenommenes Studium der Polonistik wurde 1939 durch den deutschen Überfall auf Polen und die Besetzung Warschaus unterbrochen.
Wie viele ihrer patriotisch orientierten Altersgenossinnen schloss sie sich dem organisierten Widerstand an und trat im Januar 1940 dem Verband für den Bewaffneten Kampf bei. Sie wurde zu Kurierdiensten in Warschau und im östlichen Bereich des Generalgouvernements in Lublin, Zamość, Nakło und Siedlce eingesetzt. Durch eine Denunziation während des Besuches ihrer Eltern wurde sie im März 1941 von der Gestapo verhaftet, kam in das Warschauer Pawiak-Gefängnis und später in das berüchtigte Gestapo-Gefängnis „Unter der Uhr“ in Lublin.
Nach zahlreichen Verhören unter Folter wurde sie im September 1941 mit einem großen Transport politischer Häftlinge in das Frauenkonzentrationslager Ravensbrück deportiert. „Rückkehr unerwünscht“ – so lautete ihr Todesurteil. Mit gleichgesinnten Kameradinnen setzte sie im Lager die konspirative Arbeit fort und konnte Informationen über Haftbedingungen, Erschießungen und pseudomedizinische Experimente in die Heimat lancieren. Diese Berichte erreichten das polnische Untergrundkommando und die Exilregierung in London.
Im Lager begann ihre künstlerische Tätigkeit. Sie schnitzte kleine Figuren, darunter Kruzifixe und polnische Nationalembleme. Sie schrieb Gedichte und szenische Texte, die geheim weiterverbreitet und bei bestimmten Anlässen, wie etwa an Weihnachten, im Lager rezitiert wurden.
Nach der Befreiung des Lagers im Mai 1945 kehrte sie nach Warschau zurück und nahm an der Akademie der Bildenden Künste Warschau bei den Professoren Tadeusz Breyer und Marian Wnuk ein Studium der Bildhauerei auf. Ihre Diplomarbeit im Jahr 1954 war ein drei Meter hohes Beethovendenkmal.
Sie war mit dem polnischen Bildhauer und Maler Piotr Kann verheiratet und hat mit ihm vier Töchter.
In den folgenden Jahrzehnten entstanden verschiedene großformatige Werke, die der Erinnerung an die Opfer des Krieges gewidmet sind. Zu dieser Gruppe gehören der Obelisk im Hof der Gedenkstätte Pawiak in Warschau, die Gedenkstätte am Erschießungsort Magdalenka (bei Warschau) und eine Pietà für den polnischen Gedenkraum im ehemaligen KZ Ravensbrück. Eine andere Gruppe von Großplastiken ist der polnischen Geschichte gewidmet.
Trotz dieser aus ihrer Biographie naheliegenden Beschäftigung mit den Schatten der Vergangenheit will Zofia Pociłowska nicht auf diese Thematik festgelegt werden. Besonders in ihrer vielgestaltigen Kleinplastik drückt sich elementare Lebensbejahung, die Suche nach dem „Wahren und Schönen“ aus. Hierhin gehören Köpfe und Büsten ihrer Kinder, die Figur einer Schwangeren, Romeo und Julia, Entstehung der Erde, ein Kopf der Niobe, Tiergestalten, aufbrechende Blüten. Dabei verwendet sie als Material vorwiegend Keramik und Glas. Sie strebt eine dezente Expressivität durch zerfurchte Oberflächen an.
Einen besonderen Strang in ihrem Schaffen bilden die Porträts herausragender Persönlichkeiten, darunter ein alttestamentlicher „Prophet“, die Büste des Vaters, Janusz Korczak, beeindruckende Köpfe der polnischen Dichter Bruno Schulz und Witkacy (S. I. Witkiewicz), beide aus Keramik mit Holzrinde als Hintergrund. Zum fünfzigsten Jahrestag des Aufstandes im Warschauer Ghetto entstand ein  Zyklus „Zum Gedenken an die polnischen Juden zur Zeit der Shoa“. Diesem Thema hat sie auch ein gleichnamiges Gedicht gewidmet.
Zofia Pociłowska gab 1955 ihr Debüt auf der Allpolnischen Ausstellung junger Bildhauerkunst und war seitdem auf zahlreichen Einzel- und Sammelausstellungen in Polen vertreten. Einzelne Werke wurden im Ausland, so in Nancy (1966), Paris und Wien (1968), sowie in den polnischen Kulturinstituten in Berlin (DDR), Bratislava, Budapest und Sofia gezeigt. In jüngster Zeit fanden repräsentative Ausstellungen im Schlossmuseum Lublin (2005) und im Haus des Bildhauers Warschau (2010) statt. Das Schlossmuseum Wewelsburg folgte mit einer Ausstellung im Juni 2013 und machte damit erstmals eine größere Auswahl des Werks von Zofia Pociłowska in Deutschland bekannt.
Zofia Pociłowska starb am 8. Mai 2019 in Warschau.

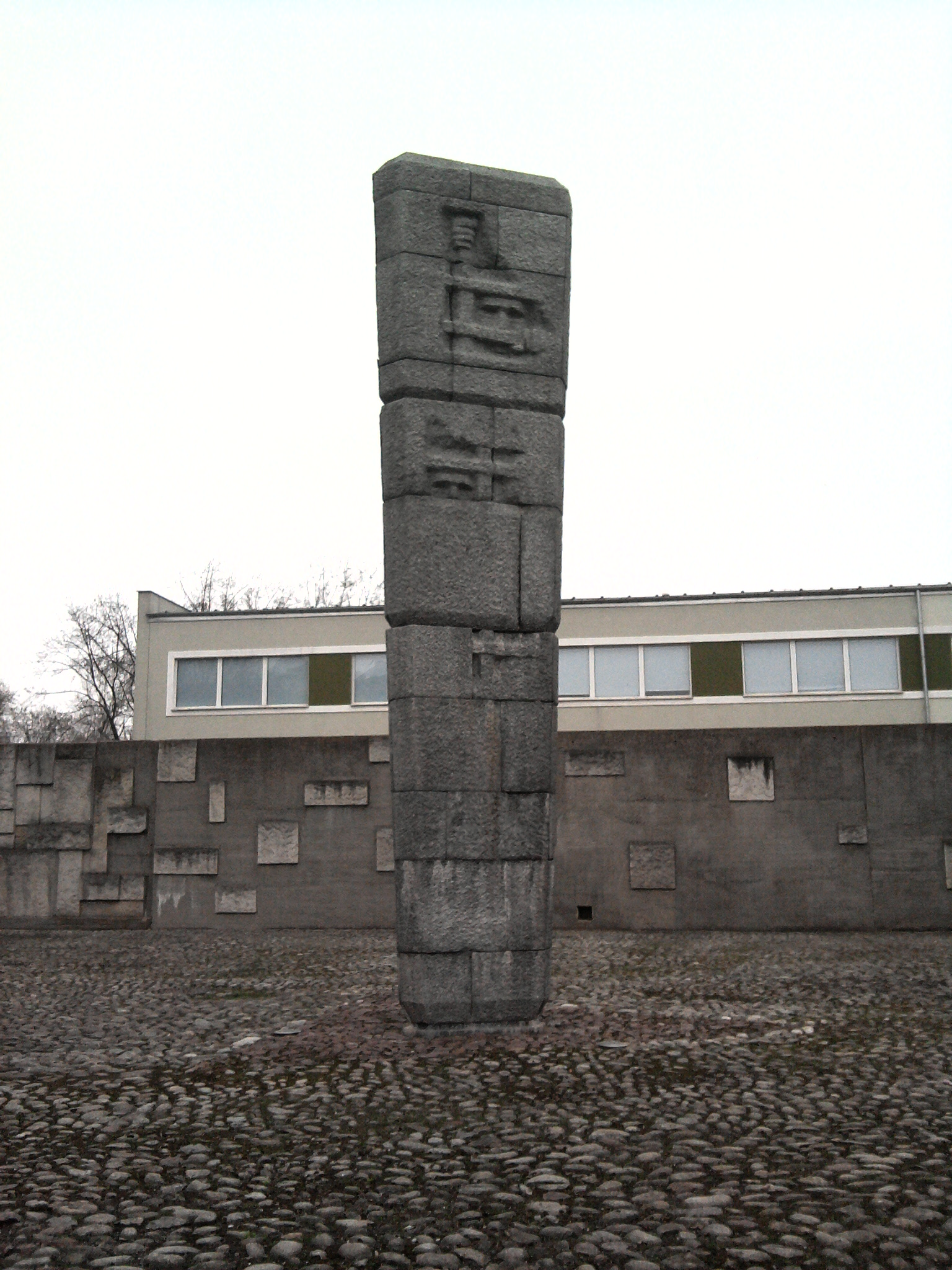
Obelisk im Hof der Gedenkstätte Pawiak, Warschau
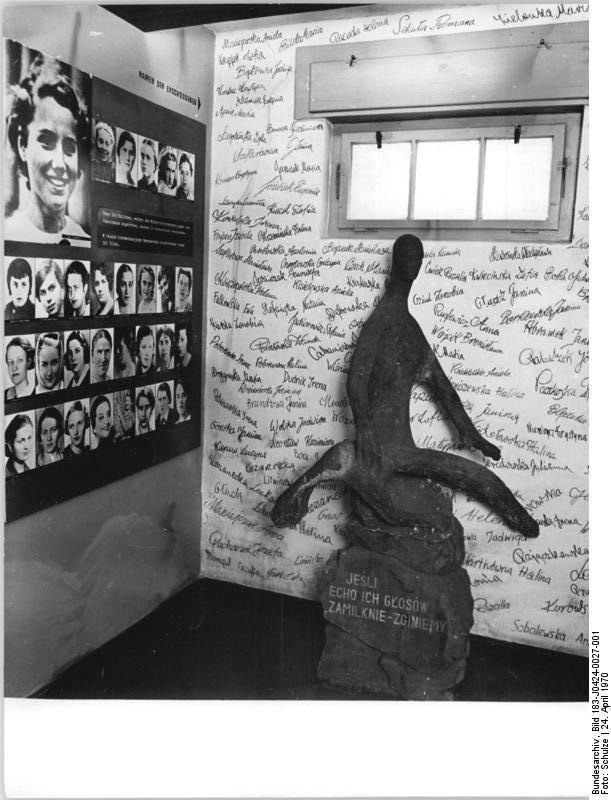
Skulptur im ehemaligen KZ Ravensbrück
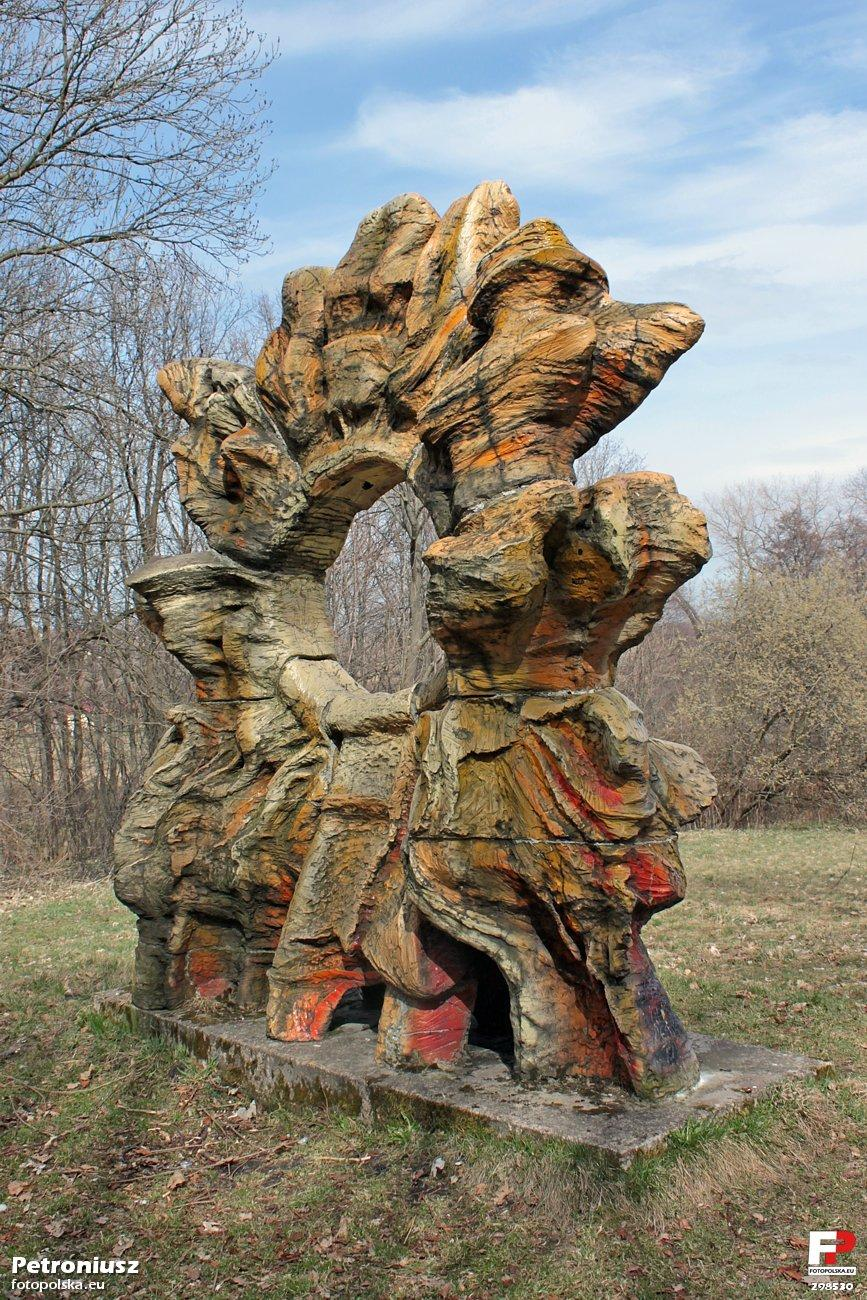
Keramik-Skulptur Sonne im Skulpturenpark in Rusinowa